# 新大宮みんなの基地
新大宮みんなの基地(しんおおみやみんなのきち)は京都府京都市北区の新大宮商店街に位置するシェアオフィスと住居が一体となったコミュニティスペース。
古くからの地域住民と学生を中心とした若者とのつながりを生み出すことを目指している。

## 概要
大宮通の北大路通～北山通を南北に通る新大宮商店街の中間に位置している。2階建ての建物で、1階は会社や個人事務所が共同で利用するシェアオフィス、2階は住居として利用している。若者の集まる取り組みとして、イベント企画やプロジェクト運営を行っている。

## 開設経緯
新大宮商店街では平成15年（2003年）より若者と商店街が企画し、そらたね祭を開催してきた。しかし、当時お祭りに向けて準備をするスペースは商店街にはなく、普段は実行委員の家に集まり、1週間前だけメイン会場である唯明寺のガレージを借用してお祭り準備を進めていた。転機となったのは平成21年（2009年）の第7回そらたね祭。この回では、そらたね祭の準備スペースとして1ヶ月間限定で商店街内にあった空き店舗を借りることとなった。1ヶ月限定とはいえ、大勢の若者が商店街へ集まる様子に好感触を持った片桐直哉・田中裕也の両名が企画し、商店街に常設型の若者の集まるスペースを作ろうと平成22年（2010年）4月にオープンした。

## 沿革
- 2009年9月～10月　第7回そらたね祭で1ヶ月間限定の準備スペースとして空き店舗を借りる（現在の新大宮みんなの基地の場所）
- 2010年4月　新大宮みんなの基地オープン
- 2010年10月2日　第8回そらたね祭開催
- 2011年6月　新大宮みんなの基地の運営会社として株式会社基地計画設立
- 2011年10月22日　第9回そらたね祭開催
- 2012年1月　新大宮商店街の第3金曜日に開催する宵の市にてきちばるスタート
- 2012年3月

- NPO法人寺子屋共育轍とともに寺子屋をスタート
- 京都市市民活動総合センター発行の「hot pot」2012年春号に掲載

- 2012年10月27日　第10回そらたね祭開催
- 2015年10月　第13回そらたね祭開催
- 2016年10月　第14回そらたね祭開催。地産地消をテーマとしたそらたねブースの出店。

## アクセス

### 住所
〒603-8217　京都府京都市北区紫野上門前町21

### 交通手段
- 京都市営バス

「下鳥田町」から徒歩5分（停車市バス系統「9」「37」「特37」「67」「北1」）
「大徳寺前」から徒歩8分（停車市バス系統「1」「12」「204」「205」「206」「北8」「M1」「101」「102」）
- 京都市営地下鉄

烏丸線「北大路駅」から徒歩15分